# Ilopango (miasto)
Ilopango – miasto w środkowym Salwadorze, położone 10 km na wschód od stolicy kraju San Salvadoru, nad jeziorem Ilopango. Administracyjnie należy do departamentu San Salvador. Ludność: 241,4 tys.(spis z 2007). Miasto wchodzi w skład aglomeracji stołecznej.
W mieście do lat 70. XX wieku funkcjonował główny port lotniczy kraju - port lotniczy Ilopango, który obsługiwał stolicę kraju (obecnie główny port kraju, Aeropuerto Internacional de El Salvador, znajduje się 50 km bardziej na południe). Obecnie port w Ilopango wykorzystywany jest dla użytku prywatnego i przez loty czarterowe. Powstało tutaj muzeum lotnictwa, a co roku odbywają się pokazy lotnicze Ilopango Air Show.
Miasto stanowi ważny ośrodek turystyczny i ośrodek sportów wodnych nad jeziorem Ilopango.